# 拉哈斯德托勒
拉哈斯德托勒是巴拿马奇里基省托莱区的一个城市。 该市面积为81.3平方（31.4平方英里），2010年时人口为847，故其人口密度为10.4名居民每平方（27名居民每平方英里）。 1990年时人口为906，2000年时人口为850。